# Clásico Colegiales-San Miguel
Los encuentros entre Colegiales y San Miguel se lo conoce como un clásico moderno, pero que con el correr del tiempo y los enfrentamientos se transformó en uno de los clásicos de mayor rivalidad de la Zona Norte del Gran Buenos Aires.

## Historia
El primer duelo se disputó hace 45 años, el 24 de abril de 1980, con triunfo de San Miguel por 1 a 0.
Entre los partidos más recordados por ambas hinchadas se encuentra el que se disputó el 24 de octubre de 2004: 
"Ese año pasa el famoso clásico con Colegiales que se arma una batalla campal y que nos sacaron muchísimos puntos”, recordó Alejandro Friedrich, jugador de amplia trayectoria en el ascenso.
Aquella tarde de 2004, los incidentes entre las parcialidades de ambos conjuntos se originaron minutos antes de las 16, en la estación de trenes de Munro, del Ferrocarril General Belgrano. El hecho que desencadenó una suerte de batalla campal entre hinchas de ambos equipos se produjo cuando un adherente a San Miguel robó una bandera a otro de Colegiales, en las inmediaciones del estadio. La hinchada local reaccionó, quiso entrar por la fuerza a la cancha para ir en búsqueda de la parcialidad del "Trueno verde" y allí se encontró con la oposición de la Policía provincial.
Finalmente hubo un herido grave, siete policías con heridas leves, tres móviles de la Policía destruidos, siete demorados y gran cantidad de autos particulares con daños fueron el saldo de una tarde negra en Munro.

## Tabla comparativa
| Observaciones       |                          |                          |
| ------------------- | ------------------------ | ------------------------ |
| Nombre completo     | Club Atlético San Miguel | Club Atlético Colegiales |
| Fecha de fundación  | 7 de agosto de 1922      | 1 de abril de 1908       |
| Apodo               | Trueno Verde             | Tricolor                 |
| Temporadas          |                          |                          |
| Total en AFA        | 61                       | 118                      |
| en Primera División | 0                        | 13                       |
| en Segunda División | 10                       | 20                       |
| en Tercera División | 33                       | 71                       |
| en Cuarta División  | 16                       | 14                       |
| en Quinta División  | 2                        | 0                        |
| Títulos             |                          |                          |
| Total en AFA        | 3                        | 6                        |
| en Segunda División | 0                        | 1                        |
| en Tercera División | 2                        | 3                        |
| en Cuarta División  | 1                        | 3                        |
| Ascensos            |                          |                          |
| Total en AFA        | 6                        | 10                       |
| a Primera División  | 0                        | 2                        |
| a Segunda División  | 3                        | 4                        |
| a Tercera División  | 2                        | 4                        |
| a Cuarta División   | 1                        | 0                        |

## Historial
| Colegiales         | 16 |
| San Miguel         | 12 |
| Empates            | 11 |
| Partidos oficiales | 38 |

Para confeccionar la siguiente tabla se toman en cuenta todos los partidos oficiales reconocidos por AFA.
Último partido: 30 de marzo de 2025.

Colegiales 0-0 San Miguel.
| Competición             | Partidos | Victorias | Victorias | Empates | Goles | Goles |
| ----------------------- | -------- | --------- | --------- | ------- | ----- | ----- |
| Primera B Nacional      | 1        | 0         | 0         | 1       | 0     | 0     |
| Primera B Metropolitana | 20       | 9         | 7         | 4       | 18    | 24    |
| Primera C (3°)          | 10       | 3         | 5         | 2       | 12    | 14    |
| Primera C (4°)          | 8        | 4         | 0         | 4       | 8     | 1     |
| Total                   | 38       | 16        | 12        | 11      | 38    | 39    |

## Partidos oficiales
Resultados registrados en todos los torneos oficiales de AFA.
| #  | Torneo                  | Ronda    | Estadio           | Local      | Resultado | Visitante  | Goles (L)                                           | Goles (V)                                                                                 |
| -- | ----------------------- | -------- | ----------------- | ---------- | --------- | ---------- | --------------------------------------------------- | ----------------------------------------------------------------------------------------- |
| 1  | Primera C 1980          | 8        | Colegiales        | Colegiales | 0-1       | San Miguel |                                                     | ?                                                                                         |
| 2  | Primera C 1980          | 27       | San Miguel        | San Miguel | 1-0       | Colegiales | Ibarra (p)                                          |                                                                                           |
| 3  | Primera C 1981          | 11       | San Miguel        | San Miguel | 4-1       | Colegiales | Moreno (2), Amarillo (2)                            | Corbalán                                                                                  |
| 4  | Primera C 1981          | 30       | Colegiales        | Colegiales | 3-0       | San Miguel | Candau, Sparks, Cortés                              |                                                                                           |
| 5  | Primera C 1982          | 6        | San Miguel        | San Miguel | 1-0       | Colegiales | Clavero                                             |                                                                                           |
| 6  | Primera C 1982          | 25       | Colegiales        | Colegiales | 2-1       | San Miguel | ?                                                   | ?                                                                                         |
| 7  | Primera C 1983          | 3        | San Miguel        | San Miguel | 1-0       | Colegiales | ?                                                   |                                                                                           |
| 8  | Primera C 1983          | 22       | Colegiales        | Colegiales | 1-1       | San Miguel | ?                                                   | ?                                                                                         |
| 9  | Primera C 1984          | 10       | San Miguel        | San Miguel | 3-3       | Colegiales | ?                                                   | ?                                                                                         |
| 10 | Primera C 1984          | 29       | Colegiales        | Colegiales | 2-1       | San Miguel | ?                                                   | ?                                                                                         |
| 11 | Primera B Metro 1993/94 | Ap. 17   | San Miguel        | San Miguel | 4-1       | Colegiales | Christian Giménez, Jorge Almirón, Miguel Robles (2) | Gustavo Sánchez                                                                           |
| 12 | Primera B Metro 1993/94 | Cl. 17   | Colegiales        | Colegiales | 2-1       | San Miguel | Miguel Weimbinder, Walter Fiori                     | Miguel Robles                                                                             |
| 13 | Primera B Metro 1994/95 | Ap. 13   | Colegiales        | Colegiales | 1-0       | San Miguel | Alberto Alcaraz Fernández                           |                                                                                           |
| 14 | Primera B Metro 1994/95 | Cl. 13   | San Miguel        | San Miguel | 2-0       | Colegiales | Pablo Cameroni (2, 1p)                              |                                                                                           |
| 15 | Primera B Metro 1995/96 | Ap. 4    | San Miguel        | San Miguel | 1-0       | Colegiales | Juan Silva                                          |                                                                                           |
| 16 | Primera B Metro 1995/96 | Cl. 4    | Chacarita Juniors | Colegiales | 0-7       | San Miguel |                                                     | Pablo Cameroni (p), Oscar Pacheco 2, Carlos Cardozo, Gustavo Orecovich, Jorge Almirón (2) |
| 17 | Primera B Metro 1996/97 | Ap. 3    | San Miguel        | San Miguel | 1-1       | Colegiales | Pablo Cameroni (p)                                  | Ramiro Cepeda                                                                             |
| 18 | Primera B Metro 1996/97 | Cl. 3    | Colegiales        | Colegiales | 0-1       | San Miguel |                                                     | Mauricio Peralta                                                                          |
| 19 | Primera C 2004/05       | Ap. 12   | Colegiales        | Colegiales | 0-0       | San Miguel |                                                     |                                                                                           |
| 20 | Primera C 2004/05       | Cl. 12   | Estudiantes       | San Miguel | 0-0       | Colegiales |                                                     |                                                                                           |
| 21 | Primera C 2005/06       | FI 6     | Platense          | Colegiales | 1-0       | San Miguel | Mariano Romero                                      |                                                                                           |
| 22 | Primera C 2005/06       | FF. ZI 1 | Platense          | Colegiales | 3-1       | San Miguel | Sebastián Tagliabué (2), Jonathan Torres            | Ángel Ríos                                                                                |
| 23 | Primera C 2006/07       | Ap. 8    | Estudiantes       | San Miguel | 0-0       | Colegiales |                                                     |                                                                                           |
| 24 | Primera C 2006/07       | Cl. 8    | Platense          | Colegiales | 3-0       | San Miguel | Maximiliano Cóceres (2), Sebastián Tagliabué        |                                                                                           |
| 25 | Primera C 2007/08       | 16       | Colegiales        | Colegiales | 1-0       | San Miguel | Sebastián Tagliabué                                 |                                                                                           |
| 26 | Primera C 2007/08       | 35       | San Miguel        | San Miguel | 0-0       | Colegiales |                                                     |                                                                                           |
| 27 | Primera B Metro 2017/18 | 4        | Colegiales        | Colegiales | 2-0       | San Miguel | Agustín Goñi, Abel Soriano (p)                      |                                                                                           |
| 28 | Primera B Metro 2017/18 | 21       | San Miguel        | San Miguel | 0-1       | Colegiales |                                                     | Abel Soriano (p)                                                                          |
| 29 | Primera B Metro 2018/19 | 13       | San Miguel        | San Miguel | 1-2       | Colegiales | Alejandro Noriega                                   | Gastón Mansilla, Facundo Nasif                                                            |
| 30 | Primera B Metro 2018/19 | 32       | Colegiales        | Colegiales | 1-0       | San Miguel | Facundo Stable                                      |                                                                                           |
| 31 | Primera B Metro 2019/20 | Ap. 1    | Colegiales        | Colegiales | 0-0       | San Miguel |                                                     |                                                                                           |
| 32 | Primera B Metro 2019/20 | Cl. 1    | San Miguel        | San Miguel | 0-0       | Colegiales |                                                     |                                                                                           |
| 33 | Primera B Metro 2021    | Ap. 12   | Colegiales        | Colegiales | 0-1       | San Miguel |                                                     | Leandro Ciccolini                                                                         |
| 34 | Primera B Metro 2021    | Cl. 12   | San Miguel        | San Miguel | 0-2       | Colegiales |                                                     | Camacho, Magallanes                                                                       |
| 35 | Primera B Metro 2022    | Ap. 10   | San Miguel        | San Miguel | 0-1       | Colegiales |                                                     | Alejandro Martinuccio                                                                     |
| 36 | Primera B Metro 2022    | Cl. 10   | Colegiales        | Colegiales | 2-1       | San Miguel | Juan M. Torres, Agustín Battipiedi                  | Lucas Scarnato                                                                            |
| 37 | Primera B Metro 2023    | Ap. 15   | Colegiales        | Colegiales | 0-2       | San Miguel |                                                     | Francisco Manetti, Ezequiel Melillo                                                       |
| 38 | Primera B Metro 2023    | Cl. 15   | San Miguel        | San Miguel | 2-2       | Colegiales | Ezequiel Melillo, Matías Samaniego                  | Federico Marchesini, Alejandro Aranda                                                     |

## En ambos clubes
- Marcelo Burzac
- Pablo Goberville
- César Lamanna
- Iván Nadal
- Alejandro Noriega
- Alejandro Orfila
- Rodrigo Pepe